# Memristor

Schematická značka memristoru

Memristor je elektronický prvek, který se chová jako proměnný odpor, jehož velikost závisí na množství proteklého elektrického náboje. Název je zkratkou z anglického memory resistor.
Memristor popsal v roce 1971 Leon Chua, tehdejší student a nynější profesor katedry elektrotechniky a informatiky (Electrical Engineering and Computer Sciences Department) Kalifornské univerzity v Berkeley.
Protože se jedná o prvek, který svými vlastnostmi doplňuje chybějící vztah mezi elektrickým napětím, proudem, nábojem a magnetickým tokem, bývá označován za další ze základních prvků (rezistor, kapacitor, induktor) elektronického obvodu. Ztotožnění memristoru se čtvrtým fundamentálním prvkem má své odpůrce.
Memristor nelze nahradit žádnou kombinací rezistorů, kapacit a indukčností; obvod, který se chová jako memristor, je možné sestavit s použitím aktivních součástek. V devadesátých letech 20. století však vědci z HP labs objevili několik materiálů, které se zdály být vhodnými kandidáty pro sestrojení dosud hypotetického memristoru.
Očekává se, že obvody z memristorů realizovaných jako pasivní součástky bude možné použít ke konstrukci nevolatilních (nezávislých na napájení) přepisovatelných pamětí a dalších logických obvodů, které by mohly přispět k další miniaturizaci počítačů.
Memristor má velký potenciál využití v počítačové technice. Například současné počítače musí při zapnutí bootovat z pevného disku, protože data jsou ihned po vypnutí vymazána z operační paměti. Proces bootování je nejen časově, ale i energeticky náročný. Memristor by mohl být využit pro mnohem rychlejší zavádění dat, neboť si data pamatuje i po přerušení napájení. Nebylo by již nutné tak pomalu a energeticky náročně bootovat z pevného disku. V současné době společnost Hewlett-Packard spolu s Hynixem vyvíjí ReRAM (Resistive Random Access Memory) podobné flash paměti.
30. dubna 2008 byla publikována zpráva o konkrétní realizaci memristoru spolu s jeho matematickým modelem ve vědeckém časopise Nature.
V srpnu 2013 oznámila společnost Panasonic zahájení sériové výroby mikropočítačů, v jejichž vnitřku jsou použity i memristorové paměti – ReRAM vyráběné 180nm technologií.